# 帰れない二人 (映画)
『帰れない二人』（かえれないふたり、原題: 江湖儿女）は、ジャ・ジャンクー監督による2018年の中国・フランス・日本合作映画。

## あらすじ
2001年、山西省大同。チャオはヤクザである恋人ビンを庇うために発砲し、刑務所に入る。5年後に出所し、奉節でビンと再会するが、ビンは大同には帰れないと言う。チャオは仕事があると聞き新疆へ向かう。そして2017年大同で二人は再会するが、ビンは車椅子生活となっていた。

## キャスト
- チャオ - チャオ・タオ
- ビン　- リャオ・ファン
- シュー・ジェン
- ディアオ・イーナン
- フォン・シャオガン
- チャン・イーバイ
- キャスパー・リャン
- 董子健

## スタッフ
- 監督 - ジャ・ジャンクー
- 脚本 - ジャ・ジャンクー
- 製作総指揮 - ドン・ピン、ジャ・ジャンクー、ナタネール・カルミッツ、リュウ・シーユー、レン・ジョンルン、エリシャ・カルミッツ、ワン・チョンジュン、シュ・ウェイジン、ヤン・ジンソン
- プロデューサー - 市山尚三
- 撮影監督 - エリック・ゴーティエ
- 美術 - リュウ・ウェイシン
- 音楽 - リン・チャン
- 編集 - マチュー・ラクラウ、リン・シュウドン